# Margaret Mead
Margaret Mead (16. prosinca 1901. – 15. studenog 1978.), američka kulturna antropologinja. Mati je antropologinje Mary Catherine Bateson.
U znanstvenim radovima često je citirana jer je takozvana 'primitivna plemena' proučavala izravno na terenu, među kojima su novogvinejski Papuanci Arapesh, Mundugumor i Tchambuli.

## Djela
- "Odrastanje u Samoi" (Coming of Age in Samoa  - 1928) ISBN 0688050336
- Growing Up in New Guinea (1930) ISBN 0688178111
- The Changing Culture of an Indian Tribe (1932)
- "Spol i temperament u tri primitivna društva" (Sex and Temperament in Three Primitive Societies  - 1935.)
- Male and Female (1949) ISBN 0688146767
- New Lives for Old: Cultural Transformation in Manus, 1928-1953 (1956)
- People and Places (1959; a book for young readers)
- Continuities in Cultural Evolution (1964)
- Culture and Commitment (1970)
- Blackberry Winter (1972; a biographical account of her early years) ISBN 0317600656